# 520-ті до н. е.

## Події

#### Рим
Царем Риму був напівлегендарний Луцій Тарквіній Гордий (відомий за пізніми згадками в римського історика Тита Лівія). 

#### Греція
- Тираном Афін був до 527 року до н. е. Пісістрат. Після його смерті владу успадкували його сини Гіппарх і Гіппій.
- Царем грецького царства Кирена в Африці був Аркесілай III. У 525 році до н. е. визнав себе васалом перського царя Камбіса II.
- Тираном острова Самос  до 522 року до н. е. був Полікрат. Його заманив до себе перський сатрап Сардів та вбив, після чого перси захопили Самос

#### Китай
У Китаї тривав період Чуньцю.

## Персоналії

### Діяльність
- Піфагор, давньогрецький натурфілософ

### Народились
- близько 524 року до н. е., Фемістокл, афінський стратег і політик

### Померли
- 520-ті до н. е., Арсам Перський, правитель частини Персії
- 521 до н. е., Навуходоносор IV, самопроголошений цар Вавилону